# Hypsobadistes stuarti
Hypsobadistes stuarti är en insektsart som beskrevs av Theodore Huntington Hubbell 1977. Hypsobadistes stuarti ingår i släktet Hypsobadistes och familjen grottvårtbitare. Inga underarter finns listade i Catalogue of Life.